# سارة هارفي
سارة هارفي (بالإنجليزية: Sarah Harvey)‏ هي دراجة أسترالية، ولدت في 31 أغسطس 1995.